# داستان‌های پایان هفته: جذابیت فریبنده
داستان‌های پایان هفته: جذابیت فریبنده (لهستانی: Opowieści weekendowe: Urok wszeteczny) یک تله‌فیلم درام لهستانی به کارگردانی کشیشتف زانوسی است که در سال ۱۹۹۶ ساخته و در سال ۱۹۹۸ منتشر شد.

## گزیدهٔ بازیگران
- زبیگنیف زاپاشیه‌ویچ
- کاتاژینا هرمان
- کشیشتف یانچار
- ماچئی روباکیویچ